# Баезид (мечеть)
Мече́ть Баези́д (Беязы́т; тур. Bayezid Camii, Beyazıt Camii) — одна из больших мечетей Стамбула, имеет два минарета. Расположена в старой части города на площади Беязыт. Рядом с мечетью находятся ворота Гранд-базара и главные ворота Стамбульского университета.
Мечеть построена по приказу султана Баязида II в 1500—1506 годах. Диаметр купола — 17 метров. Минареты украшены кирпичным орнаментом. При мечети сохранились бани и медресе.

## История

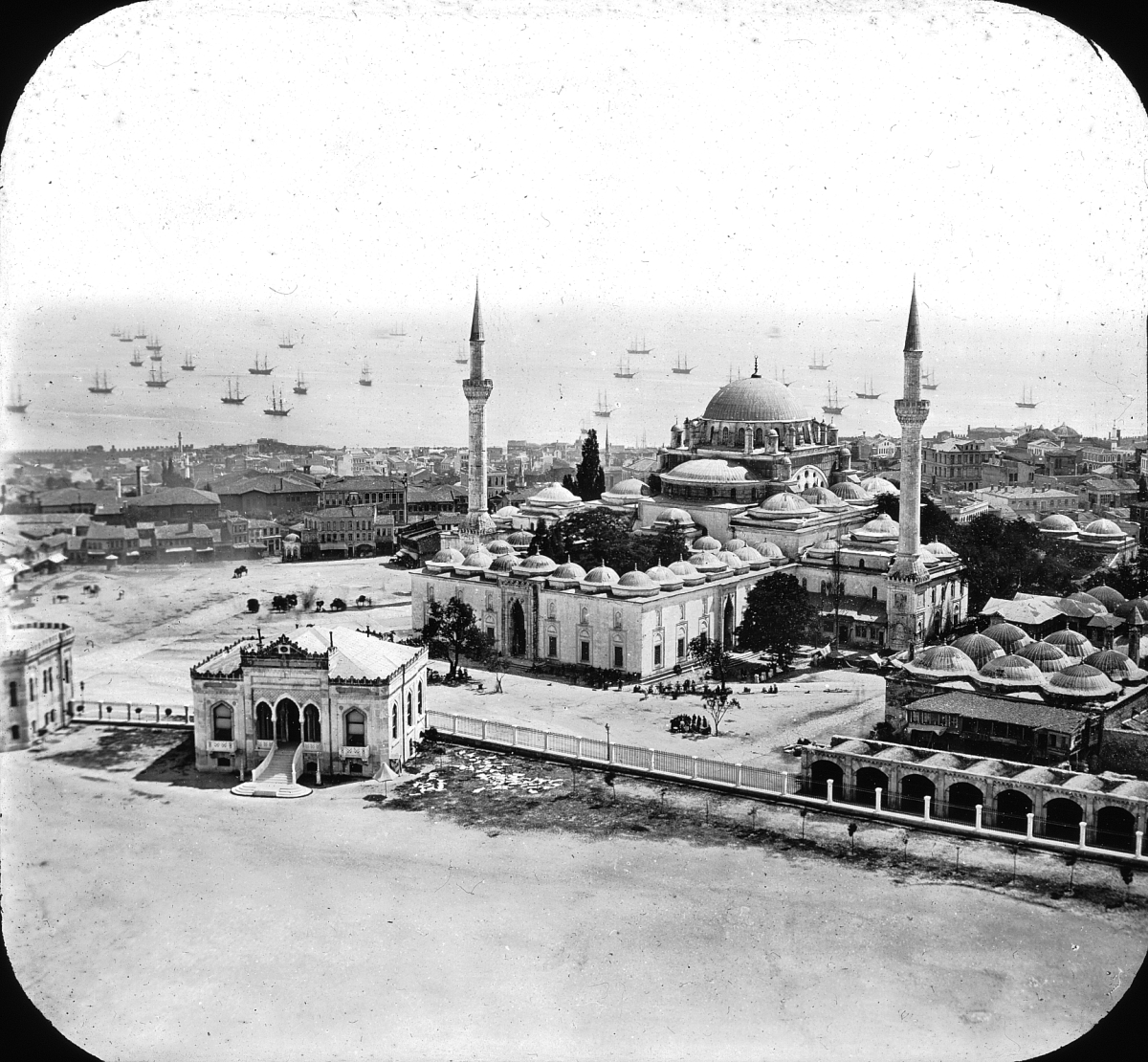
Мечеть Баязида на фото 1903 года.

Мечеть была построена по приказу султана Баязида II в 1500—1506 годах и стала второй крупной мечетью, появившейся в Константинополе после его завоевания в 1453 году. Первой была мечеть Фатих (1470 год), однако она сильно пострадала во время землетрясения 1509 года и в дальнейшем была полностью перестроена. В этом отношении мечеть Баязида имеет намного большую историческую и архитектурную значимость, так как землетрясение лишь частично разрушило её купол.
Об архитекторе, построившем мечеть Баязида, известно немногое. Он построил караван-сарай в Бурсе. Однако, по стилю мечети видно влияние ранней османской и западной архитектурной техники. Мечеть Баязида проектировалась как кюллие — большой комплекс, в котором были медресе, начальная школа, публичная кухня (имарет) и хаммам.
Повреждённый в 1509 году купол был вскоре восстановлен. В дальнейшем здание мечети ремонтировалось в 1573–1574 годах архитектором Мимаром Синаном. Минареты горели отдельно в 1683 и 1764 годах. Надпись над входом во двор мечети также сообщает о ремонтных работах 1767 года.

## Архитектура

### Внешний вид
С северо-запада к зданию мечети примыкает двор примерно такой же площади. Он представляет собой перистиль с колоннадой. Стоящие во дворе двадцать колонн состоят из порфира, офикальцита и гранита, они были найдены в византийских православных храмах и древних руинах. Крыша вокруг двора увенчана 24 маленькими куполами. С каждой стороны во двор ведут порталы, пол сделан из многоцветного мрамора.
Сама мечеть имеет площадь приблизительно 40 × 40 м², диаметр купола 17 м. Центральный купол поддерживается полукуполами с четырёх сторон. Мечеть построена целиком из тёсаного камня; строители также воспользовались цветными камнями и мрамором, извлечёнными из близлежащих разрушенных византийских зданий.

### Интерьер
Интерьер мечети Баязида выполнен по примеру собора святой Софии, только в меньшем масштабе. Вдобавок к огромному центральному куполу, восточный и западный полукупола образуют центральный неф, в то время как северный и южный продлевают боковые нефы, каждый из которых имеет по четыре маленьких купола и увеличивает длину мечети, причём они не разделены на галереи. Помещение освещается с помощью двадцати окон у основания купола и семью окнами в каждом полукуполе, в дополнение к трём ярусам окон в стенах.
В западной части мечети есть широкий длинный коридор, значительно выступающий за её пределы. Изначально, на его месте находились четыре куполообразные комнаты, в которых могли приютиться странствующие дервиши. Флигеля мечети были оборудованы под молельни в XVI веке и сейчас состоят из трёх комнат со сводчатым проходом. В конце флигелей стоят два минарета.

### Близлежащая территория
За мечетью есть небольшой сад, где находятся тюрбе (склепы) султана Баязида II, его дочери Сельчук Султан и великого визиря Мустафы Решид-паши. Аркада, что ниже уровня сада, была построена Мимаром Синаном в 1580 году и расширена в 1960-х. С самого момента постройки здесь размещались магазины, чей доход должен был идти на содержание мечети. Это до сих пор торговое место. Бывшая общественная столовая была превращена в Государственную Библиотеку «Беязит» при султане Абдул-Хамиде II в 1882 году, сейчас она вмещает более 120 тысяч книг и 7 тысяч рукописей. В бывшем здании медресе ныне находится Городская Библиотека Стамбула.

## Галерея

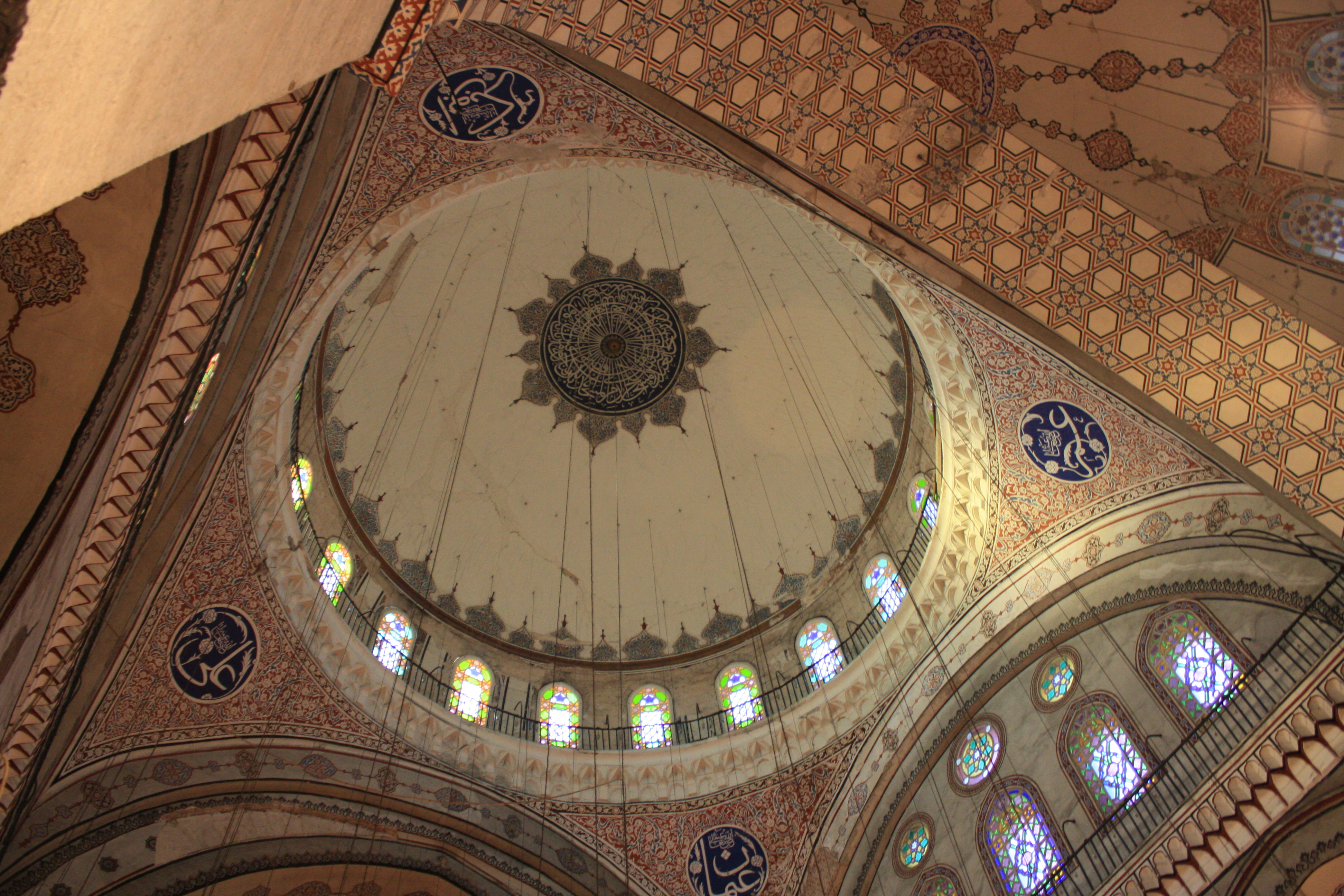
Центральный купол
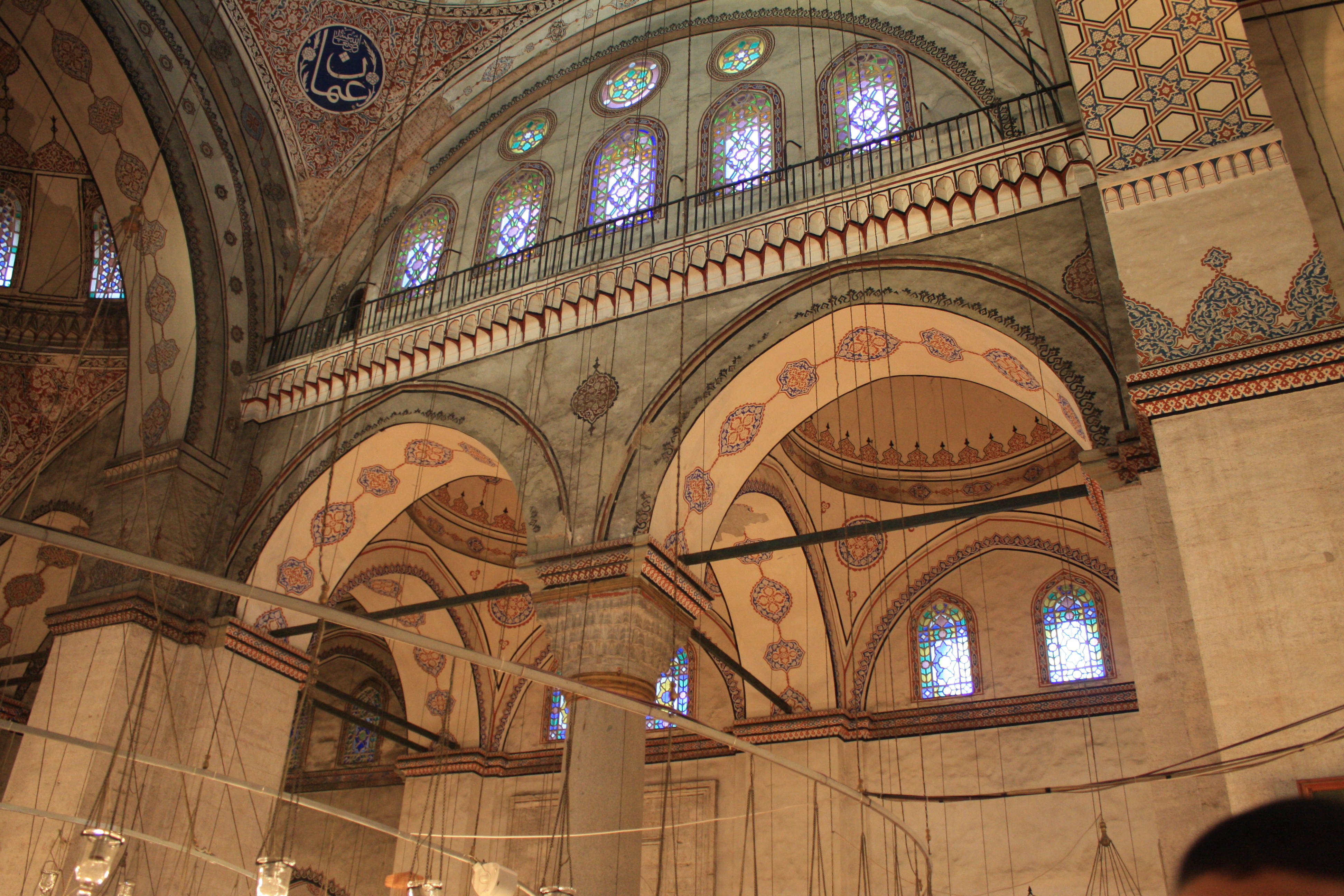
Правый неф
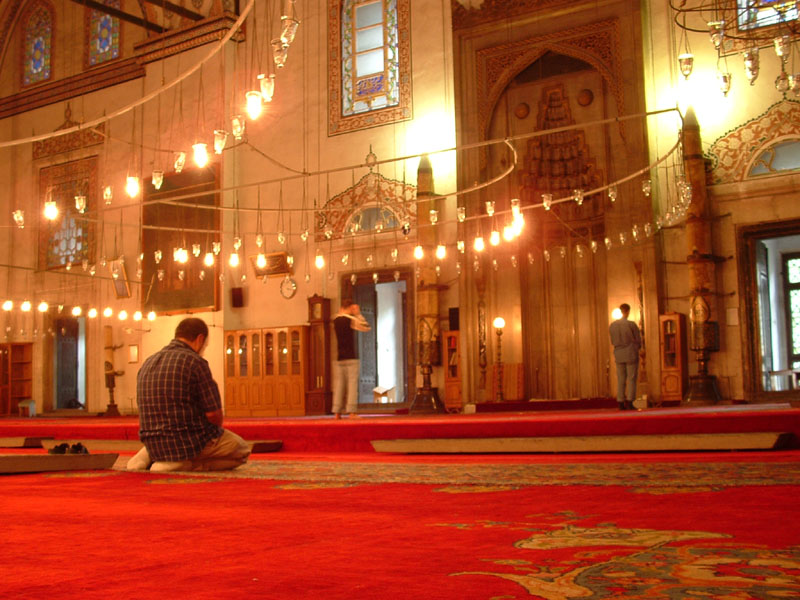
Интерьер мечети
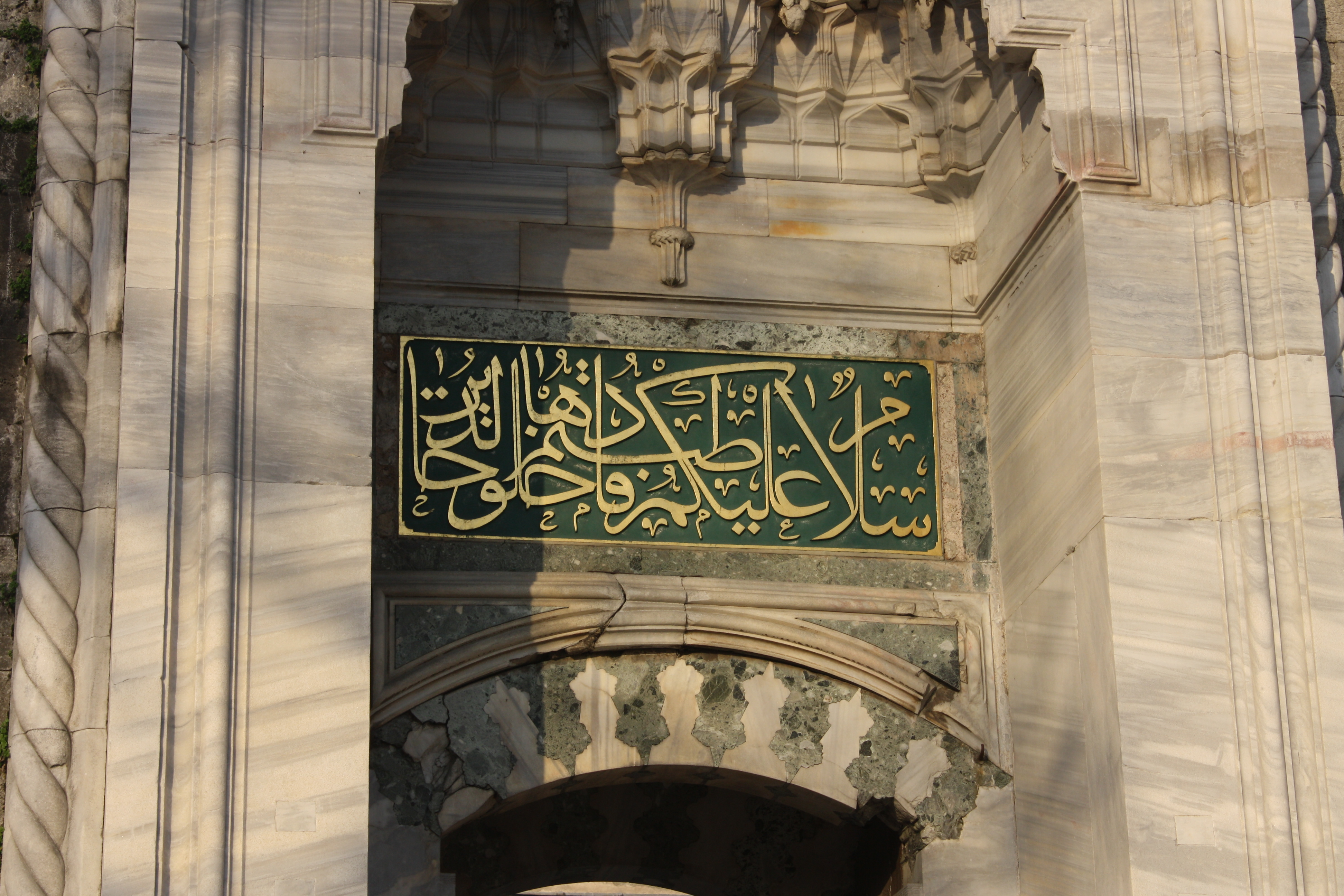
Каллиграфическая надпись над входом
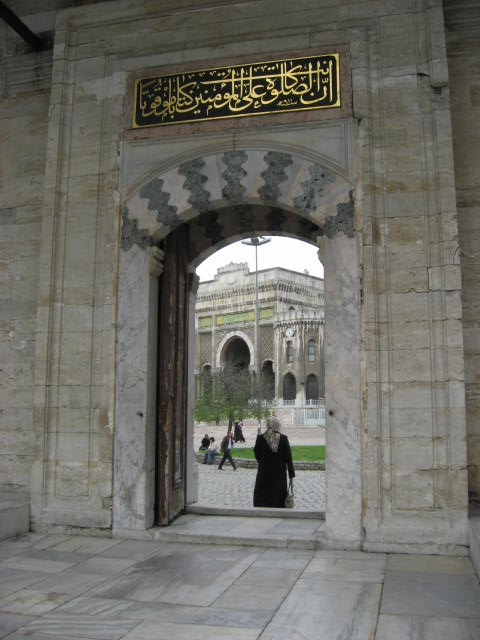
Вид из двора на площадь Беязыт
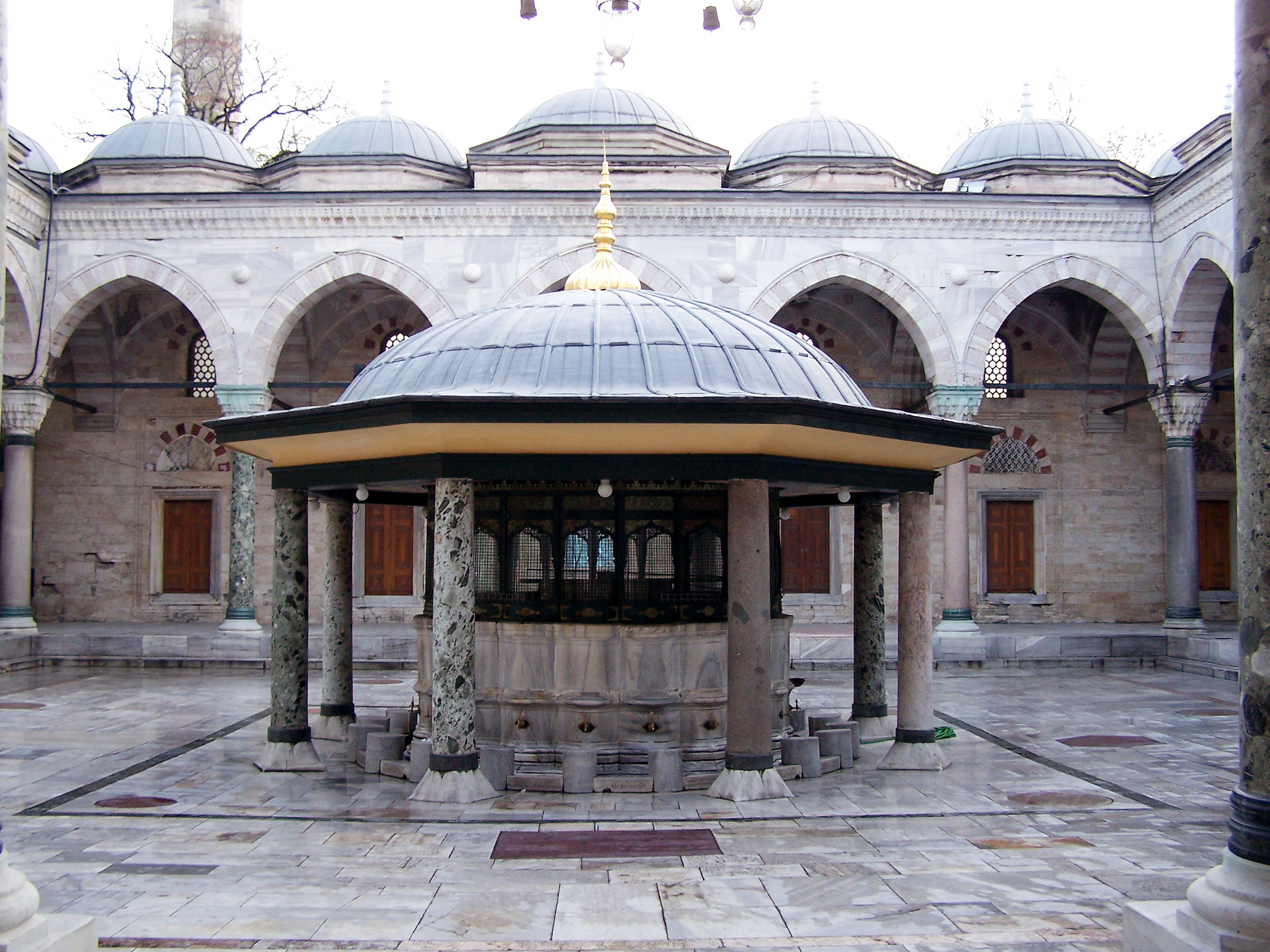
Внутренний двор